# Томмі Болін
Томмі Болін (Tommy Bolin; 1 серпня 1951, Су-Сіті, Айова, США — 4 грудня 1976, Маямі, Флорида, США) — гітарист, вокаліст. Справжнє ім'я — Томас Річард Болін (Thomas Richard Bolin).
Болін зацікавився музикою ще в дитинстві після перегляду концерту Елвіса Преслі. Він швидко навчився грати пісні Елвіса на гітарі й виграв локальний конкурс виконавців-аматорів. Його перші гурти — Benny & The Triumphs та American Standard не здобули значного успіху. Згодом Томмі став акомпанувати блюзовому гітаристу Лонніму Макову. 1968 року Болін утворив гурт Ethereal Zephyr, назва якого пізніше скоротилась до Zephyr. Цьому гурту вдалося укласти угоду з фірмою «Probe» і 1969 року записати дебютний альбом, який потрапив до американського Тор 50. Після невдачі наступного альбому Болін залишив Zephyr і разом з флейтистом Джеремі Стейгі з Колорадо створив джазовий гурт Energy. Окрім цього Болін співпрацював з Стейгі під час запису його альбому, на якому зіграли також Ян Хаммер та Біллі Кобем. 1973 року Кобем запросив Томмі для запису свого альбому «Spectrum».
Здобувши славу незвичного і здібного гітариста, Болін отримав пропозицію змінити Домініса Тройена у гурті The James Gang. 3 ним він записав альбоми «Bang» (1973) та «Miami» (1974).
1975 року Болін взяв участь у студійних сесіях до запису альбому Альфонсо Моузона «Mind Transplant», а також його запросили до гурту Deep Purple, де він замінив самого Річі Блекмора. На альбомі Deep Purple «Come Taste The Band» він став автором або ж співавтором багатьох творів. Ще до появи у Deep Purple Болін встиг записати свій перший сольний альбом «Teaser», а після виходу зі складу гурт видав і другий — «Private Eyes», промоцію якому робив концертуючи з гуртомю The Tommy Bolin Band. Однак цей обдарований музикант, якому за короткий відрізок часу вдалося не тільки досягти успіху, а й завоювати повагу критиків, слухачів та колег по ремеслу, не зміг до кінця виявити свій талант. 4 грудня 1976 року Томмі Боліна знайшли мертвим у номері готелю в Маямі. Як з'ясувалося пізніше, смерть настала внаслідок передозування наркотиків.

## Дискографія
- 1975: Teaser
- 1976: Private Eyes
- 1989: The Ultimate… Tommy Bolin
- 1990: Tommy Bolin Retrospective
- 1994: The Unreleased Tomy Bolin Volume 1: Missing On A Raging Ocean